# Герои обединяват силите си (Вселената на Стрелата)
„Герои обединяват силите си“ (на английски: Heroes Join Forces) е второто голямо и ежегодио кросовър събитие на Вселената на Стрелата, между американските телевизионни сериали „Стрелата“ и „Светкавицата“.
Служи за начало на сюжета на първия сезон за новия сериал „Легендите на утрешния ден“.
Събитието е продължение на „Светкавицата срещу Стрелата“ (2014) и си има свое продължение „Нашествие!“ (2016)

## Епизоди
| № | Сериал       | Заглавие                                    | Режисура       | Сценарий                                                   | Първо излъчване    | Рейтинг (в милиони) |
| - | ------------ | ------------------------------------------- | -------------- | ---------------------------------------------------------- | ------------------ | ------------------- |
| 1 | Светкавицата | Днешните легенди („Legends of Today“)       | Ралф Хемекър   | Грег Берланти, Андрю Крайсбърг, Арън Хелбинг & Тод Хелбинг | 1 декември 2015 г. | 3,94                |
| 2 | Стрелата     | Вчерашните легенди („Legends of Yesterday“) | Тор Фрьодентал | Грег Берланти, Марк Гугенхайм & Браян Форд Съливън         | 2 декември 2015 г. | 3,66                |

## Главни роли
- Стивън Амел – Оливър Куин / Зелената стрела
- Кейти Касиди – Лоръл Ланс / Черното Канарче
- Уила Холанд – Теа Куин / Спийди
- Дейвид Рамзи – Джон Дигъл / Спартан
- Джон Бароуман – Малкълм Мерлин / Черният Стрелец
- Емили Бет Рикардс – Фелисити Смоук / Наблюдателката
- Грант Гъстин – Бари Алън / Светкавицата
- Кандис Патън – Айрис Уест
- Даниел Панабейкър – Кейтлин Сноу / Убийцата Мраз
- Карлос Валдес – Сиско Рамон / Вайб
- Джеси Л. Мартин – Джо Уест
- Том Кавана – Харисън „Хари“ Уелс

## Гостуващи роли
- Сиара Рене – Кендра Самърс / Чай-Ара / Хоукгърл
- Фалк Хентшел – Картър Хал / Куфу / Хоукмен
- Каспър Крумп – Хат-Сет / Вендъл Савидж
- Питър Франсис Джеймс – Алдус Бордман
- Ана Хопкинс – Саманта Клейтън
- Шантел ВанСантен – Пати Спивът
- Нийл МакДоноу – Деймиън Дарк
- Теди Сиърс – Джей Герик / Светкавицата